# Jerzy Konopacki (zm. 1543)
Jerzy Konopacki herbu Odwaga (ur. 1477, zm. 28 lutego 1543) – syn chorążego świeckiego Macieja (zm. 1498), młodszy brat Jana, biskupa chełmińskiego. 1512 rzekomy podkomorzy malborski, 1513–1516 podkomorzy pomorski, 1516–1518 kasztelan gdański, 1518–1543 wojewoda pomorski, od 1508 starosta świecki, członek Rady Prus Królewskich.

## Życiorys
W 1494 roku rozpoczął studia na Uniwersytecie Krakowskim. Po ich ukończeniu trafił prawdopodobnie na dwór biskupa warmińskiego Łukasza Watzenrodego. W 1512 roku otrzymał nominację na urząd podkomorzego malborskiego, którego prawdopodobnie nie objął, a już od roku następnego był podkomorzym pomorskim. 4 marca 1516 roku mianowany został kasztelanem gdańskim po Ludwiku Mortęskim, który awansował na kasztelana elbląskiego. Na urzędzie pozostał prawdopodobnie przez dwa lata i być może już w 1518, a z całą pewnością od stycznia 1519 roku był wojewodą pomorskim. W dniach 9–10 kwietnia 1525 roku w Krakowie był jednym ze świadków podpisania traktatu pokojowego z wielkim mistrzem krzyżackim Albrechtem Hohenzollernem, zapewne uczestniczył też w uroczystym akcie hołdu na krakowskim rynku.
Przed 1507 rokiem poślubił Magdalenę Peckaw, córkę rajcy toruńskiego Hansa Peckaw i Matyldy Trost i miał z nią siedmioro dzieci: Łukasza, Jana – kanonika chełmińskiego, Jerzego – kasztelana chełmińskiego, Rafała (ok. 1510–1570) – podkomorzego malborskiego i kasztelana elbląskiego, Zofię – żonę Jerzego Oleskiego z Ostrowitego, kasztelana chełmińskiego, Elżbietę oraz Katarzynę – żonę Krzysztofa Kostki ze Sztembarku, wojewody pomorskiego.
Zmarł 28 lutego 1543 roku i pochowany został w Świeciu.